# Dr. Hangyás
A Dr. Hangyás magyar televíziós bábfilmsorozat, amelyet Szabó Emese írt és rendezett. A zenéjét Csabai László szerezte. 2015-ben az M2 tűzte műsorra.

## Epizódok
1. Szési a teknőc
2. A doki munkába áll...
3. Szélvész és Villám
4. A Vendégszerető gombák
5. Lefety
6. Szédi és a Teknőc